# Quadrilatero sghembo
In geometria descrittiva, un quadrilatero sghembo è una poligonale nello spazio formata da quattro segmenti, che non è contenuta in un piano. Un quadrilatero sghembo non è quindi propriamente un quadrilatero.